# Angelo Iorio
Pour les articles homonymes, voir Iorio.
Angelo Iorio est un footballeur italien né le 26 août 1982 à Gênes.

## Clubs
- 1998-99 : Genoa CFC  Italie
- 1999-00 : Genoa CFC  Italie
- 2000-01 : Genoa CFC  Italie
- 2001-02 : Genoa CFC  Italie
- 2002-03 : US Cremonese  Italie
- 2003-04 : Genoa CFC  Italie
- 2004-05 : US Cremonese  Italie
- 2005-06 : US Cremonese  Italie
- 2006-07 : Piacenza FC  Italie
- 2007-08 : Piacenza FC  Italie
- 2008-09 : Piacenza FC  Italie
- 2009-10 : Piacenza FC  Italie